# قلعه (فیلم ۱۹۴۰)
قلعه (انگلیسی: Castle on the Hudson) فیلمی در ژانر جنایی و درام به کارگردانی آناتول لیتواک است که در سال ۱۹۴۰ منتشر شد.

## بازیگران
- جان گارفیلد
- ان شرایدن
- پت اوبرایان
- بورگس مریدیت
- هنری اونیل
- فرانک فیلن
- جیمز فلاوین
- استارت هولمز
- ویلیام هوپر
- پال هرست
- والتر میلر
- فرانک پولیا
- آدریان موریس